# Anna Falchi
Anna Falchi (ur. 22 kwietnia 1972 w Tampere) – modelka i aktorka pochodzenia włoskiego, urodzona w Finlandii; symbol seksu lat 90. XX w. we Włoszech.
Karierę rozpoczęła jako modelka. Na ekranie pojawiła się po raz pierwszy w reklamie dla pewnego włoskiego banku w 1992, reżyserowanej przez Federico Felliniego. Umożliwiło jej to rozpoczęcie kariery w kinie. Jej debiut na szerokim ekranie to film Nel continente nero (Na Czarnym Lądzie) z 1993 roku. Od tamtej pory zagrała jeszcze w kilkunastu filmach, w tym w kilku baśniach filmowych włoskiej telewizji, w Polsce wyświetlano m.in. baśnie Pierścień smoka, Szpiedzy i piraci, Księżniczka i żebrak. Ostatni film z jej udziałem to Nessun messaggio in segreteria z 2005 roku.